# Conforama
Conforama — вторая по величине розничная сеть по продаже домашней мебели в Европе. Имеет более чем 200 магазинов в следующих странах: Франция, Испания, Швейцария, Португалия, Люксембург, Италия и Хорватия.

## История
В начале 60-х годов XX века, Пьер и Гай Сордолье, Жан Молль, Жак Рагагут и Чарльз Минвель, создали «супермаркет» мебели на ферме в пригороде Лиона. В 1967 году в коммуне Сен-Приест (пригород Лиона) был открыт первый магазин Conforama в промышленном здании площадью 2500 квадратных метров.
В 1976 году Conforama была приобретена компанией Agache-Willot.
В 1981 году компания испытала серьезные юридические трудности, а в 1991 году Conforama была приобретена Pinault SA. 
В 1998 году Conforama создает свой первый коммерческий сайт.
В марте 2011 года Conforama была продана компании Steinhoff International за 1,2 млрд евро.
В течение 2020 года состоялась реструктуризация, план которой был объявлен в июле 2019 года. Она включала в себя закрытие 32 магазинов — включая центральный магазин сети — и 1900 рабочих мест.
В конце сентября 2019 года Conforama новым генеральным директором группы стал Марк Тенарт. Он ранее возглавлял Kingfisher, холдинговую компанию Castorama.
В июле 2020 года австрийский розничный ритейлер мебели XXXLUTZ Group приобрел 162 французских отделения Conforama, через свою французскую дочернюю компанию BUT.